# Raconda
Raconda is een monotypisch geslacht van straalvinnige vissen uit de familie van haringen (Clupeidae).

## Soort
- Raconda russeliana Gray, 1831